# Карвинг (кулинария)

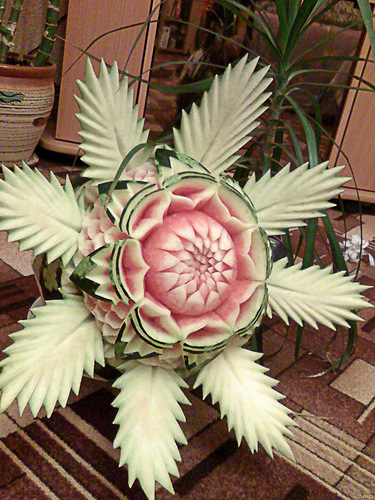
Карвинг по арбузу

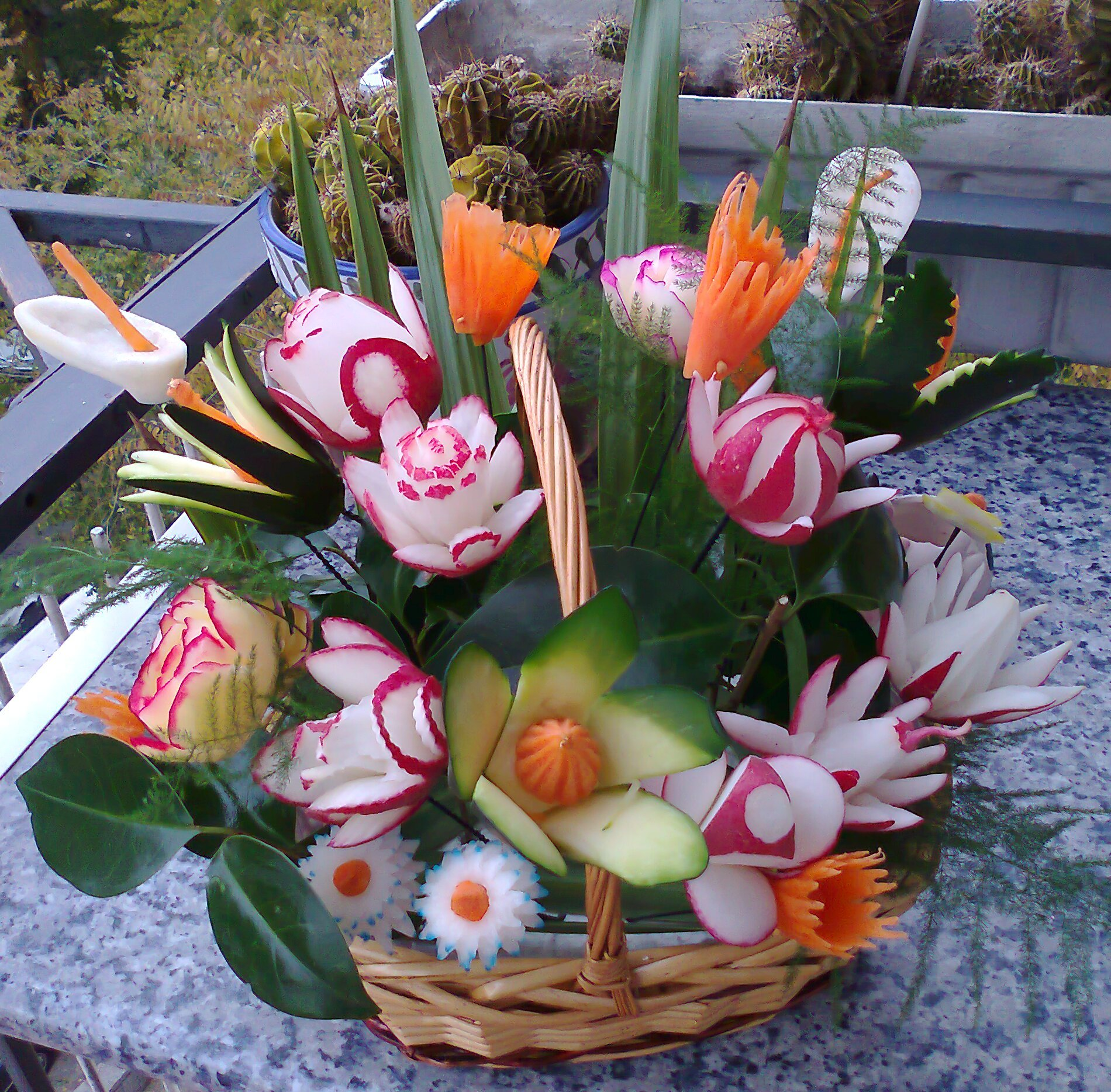
Фруктовый букет

Ка́рвинг (от англ. carving — «вырезание»), карбова́ние в кулинарии — искусство художественной резки овощей и фруктов.
Фруктовый букет — это связка нарезанных фруктов, гармонично сочетающихся друг с другом. В нём могут быть собраны не только фрукты, овощи и конфеты, но и цветы или другие лиственно-декоративные растения, а также игрушки и прочие декоративные элементы.

## История
Искусство карвинга пришло из Юго-Восточной Азии.
В Японии в древности еду подавали в глиняной посуде, которую покрывали листьями для сервировки. Позднее повара осознали, что удачное расположение листьев и их нарезка могут придать блюду дополнительную привлекательность. Искусство раскладки листьев получило название «мукимоно» (яп. 剥き物). Официальное признание оно завоевало в XVI веке, когда Токио стал столицей страны.
Согласно распространённой легенде, на королевский фестиваль Лойкратхонг в царстве Сукхотаи 1240—1350 (по другим данным, в 1364 году) девушка по имени Nang Noppamar представила плавучую лампу, украшенную цветком и фигуркой птицы, вырезанными из овощей и фруктов. Королю так понравилась композиция, что он объявил, что каждая женщина обязана владеть этим искусством. Позднее искусство вырезания по фруктам и овощам «кэсалак» (тайск. แกะสลัก) распространилось по всему Дальнему Востоку и стало традиционным для многих стран. После революции 1932 года карвинг стал менее популярным в Таиланде. Для поддержки исчезающего искусства были проведены курсы. В настоящее время карвинг преподаётся в школах с 11 лет.
Позже карвинг стал постепенно проникать в Европу. Однако изначально здесь он не получил большой популярности. Предполагают, что причины этого следует искать в различии «стола» Азии и Европы: азиатский стол нуждался в разнообразии, поскольку в нём преобладала растительная пища и хотелось придать родной кухне «красок»; европейский же стол от этого не страдал, здесь было и мясо, и рыба, и овощи. Однако с появлением ресторанов появилась потребность в красивой сервировке блюд и оригинальном оформлении помещений.

## Продукты
Традиционно для карвинга подходят практически любые овощи: картофель, крупный редис, огурцы с гладкой кожицей, твёрдая тыква и многие другие. Из фруктов наиболее подходят для вырезания гладкие яблоки, свежие лимоны и апельсины, арбузы, авокадо, дыня и т. п.
Братушева рекомендует использовать сезонные продукты. Не обязательно делать украшения непосредственно перед подачей на стол. Некоторые заготовки могут храниться несколько дней в холодной воде или закрытых контейнерах. Для сохранения цвета овощей и фруктов, которые темнеют после нарезки, их рекомендуют сбрызнуть соком лимона.
Некоторые ограничения касаются качества конкретных продуктов и методов нарезки. Чтобы морковь не расслоилась, нужно подбирать овощи без выраженной сердцевины. Предпочтительнее использовать помидоры среднего размера с однородной мякотью и малым количеством семян. Капуста должна хорошо держаться на кочерыжке, а кочан быть плотным.
Важное значение имеет также цветовая гамма. Выбирая огурцы следует обращать внимания на оттенок зелёного, а лук-порей предпочтителен с выраженной белой частью. Идеальным овощем для карвинга является болгарский перец с его богатой цветовой палитрой.

## Инструменты
Для простого карвинга необязательно иметь специальные инструменты. Множество изделий можно сделать при помощи обычного ножа с острым и эластичным лезвием. Однако, существуют и специальные ножи.

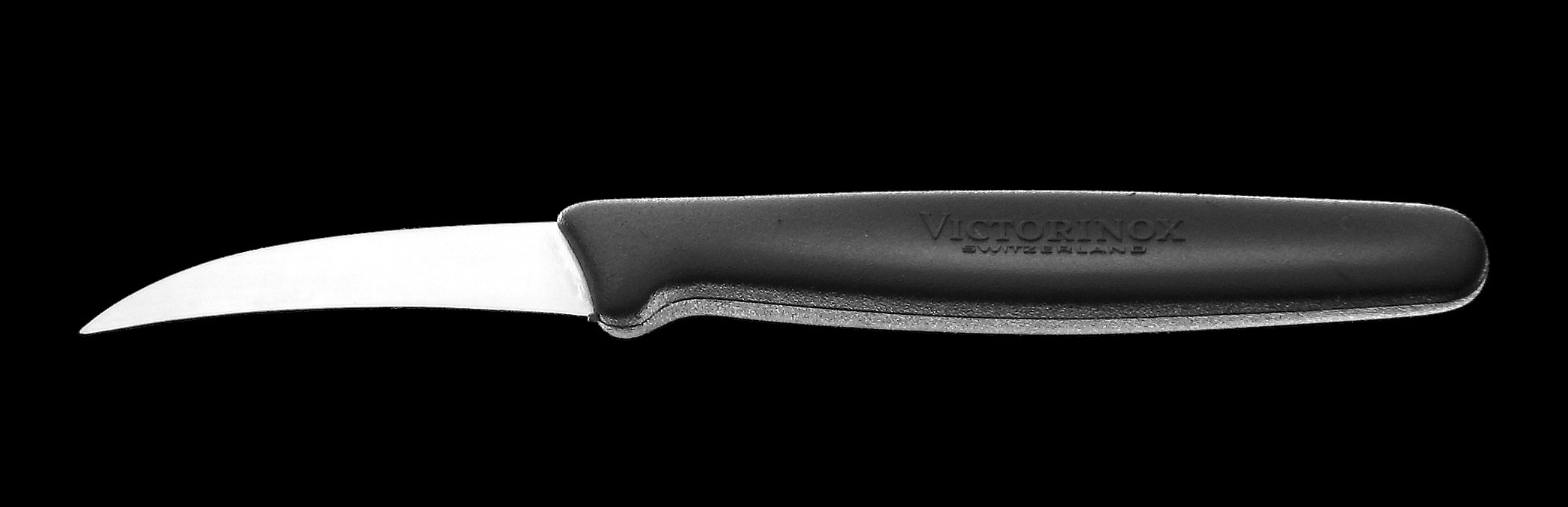
Victorinox

Первичная обработка осуществляется с помощью универсального ножа. Основным инструментом является тайский нож, с его помощью можно вырезать любые узоры. Для оформления орнамента и вырезания некоторых видов цветов используют карбовочные ножи (острые, V-образные, квадратные, круглые широкие и узкие (источник?)). Тонкие края оформляют с помощью ножниц. Для вырезания различных шариков используют ложки-нуазетки. При нарезке овощей длинными тонкими ломтиками поможет овощечистка. Кроме того используется нож для каннелирования (нанесения бороздок — каннелюр), нож гравёрный.
Для скрепления деталей используют зубочистки.

## Особенности карвинга в разных странах
Технические приёмы карвинга существенно различаются в разных странах. В китайской и японской техниках используется большое количество трафаретов, формочек и вымочек, с помощью которых вырезают людей, животных и иероглифы. Узоры преимущественно изображают драконов, боевые сцены и поздравительные надписи. Мастера из Таиланда используют тайский нож и различные резцы, с помощью которых создаются преимущественно цветочные композиции.
Мастера азиатского карвинга используют арбузы, дыни, папайю и корень таро, из которых вырезают цветы и скульптуры. Европейский карвинг применяют для создания украшений из редьки, редиса, свёклы, моркови, болгарских и острых перцев, кабачков, тыквы, баклажанов, лука, капусты, огурцов, арбузов, дынь.
В СССР овощной карвинг существовал, однако мало кто о нём знал — главным образом в связи с небольшим ассортиментом овощей. В 2004 году в России появилась Академия карвинга, и овощной карвинг стал неотъемлемой частью всех кулинарных соревнований.

## Современный карвинг

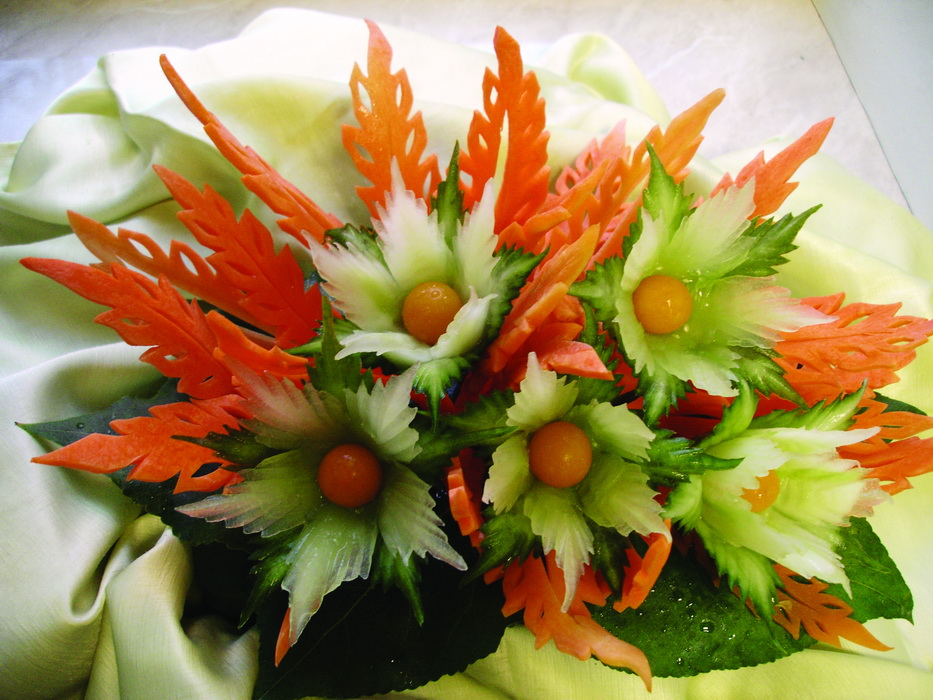

В последнее время карвинг стал актуален во всём мире. Украшения из овощей и фруктов обязательно присутствуют в торжественной сервировке. Маргарита Егоровна Кузнецова, автор книги по карвингу, считает что, это искусство требует терпения, концентрации внимания, хорошего глазомера и твёрдой руки.
В последнее время[когда?] букеты изготавливаются из разных фруктов и шоколада.
Проводятся различные соревнования по карвингу. Двукратный чемпион мира Xiang Wang из Китая стал одним из организаторов европейского чемпионата, который в первый раз прошёл в 2011 году в Лейпциге в рамках 'Gaeste' Trade Fair. В соревновании в двух программах принимали участие 26 индивидуальных участников и 11 команд, которым на приготовление изделий отводилось по четыре часа. Второй чемпионат состоялся в Москве в 2013 году в рамках PIR — the Hospitality Industry Exhibition.

## Фотогалерея

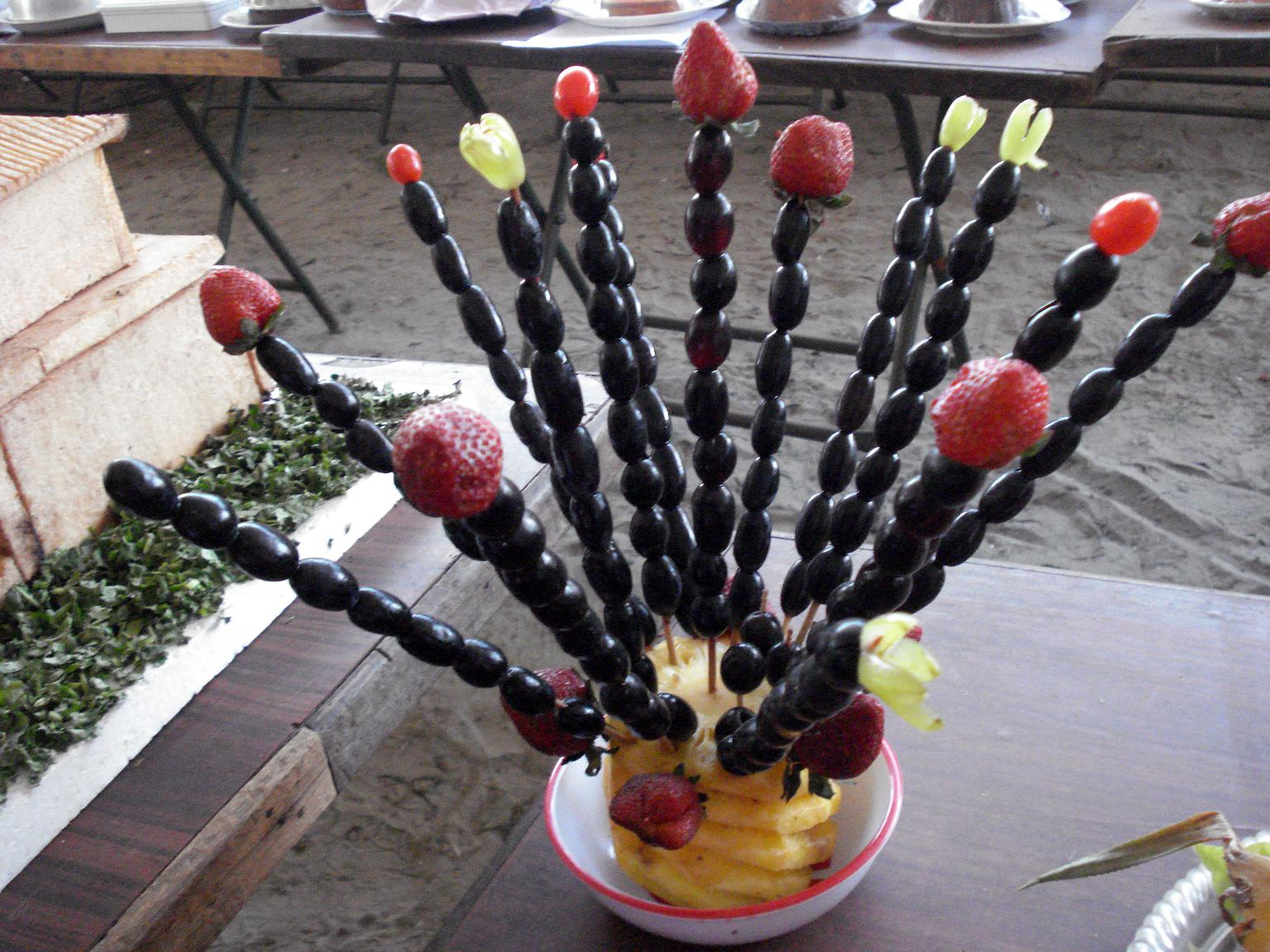
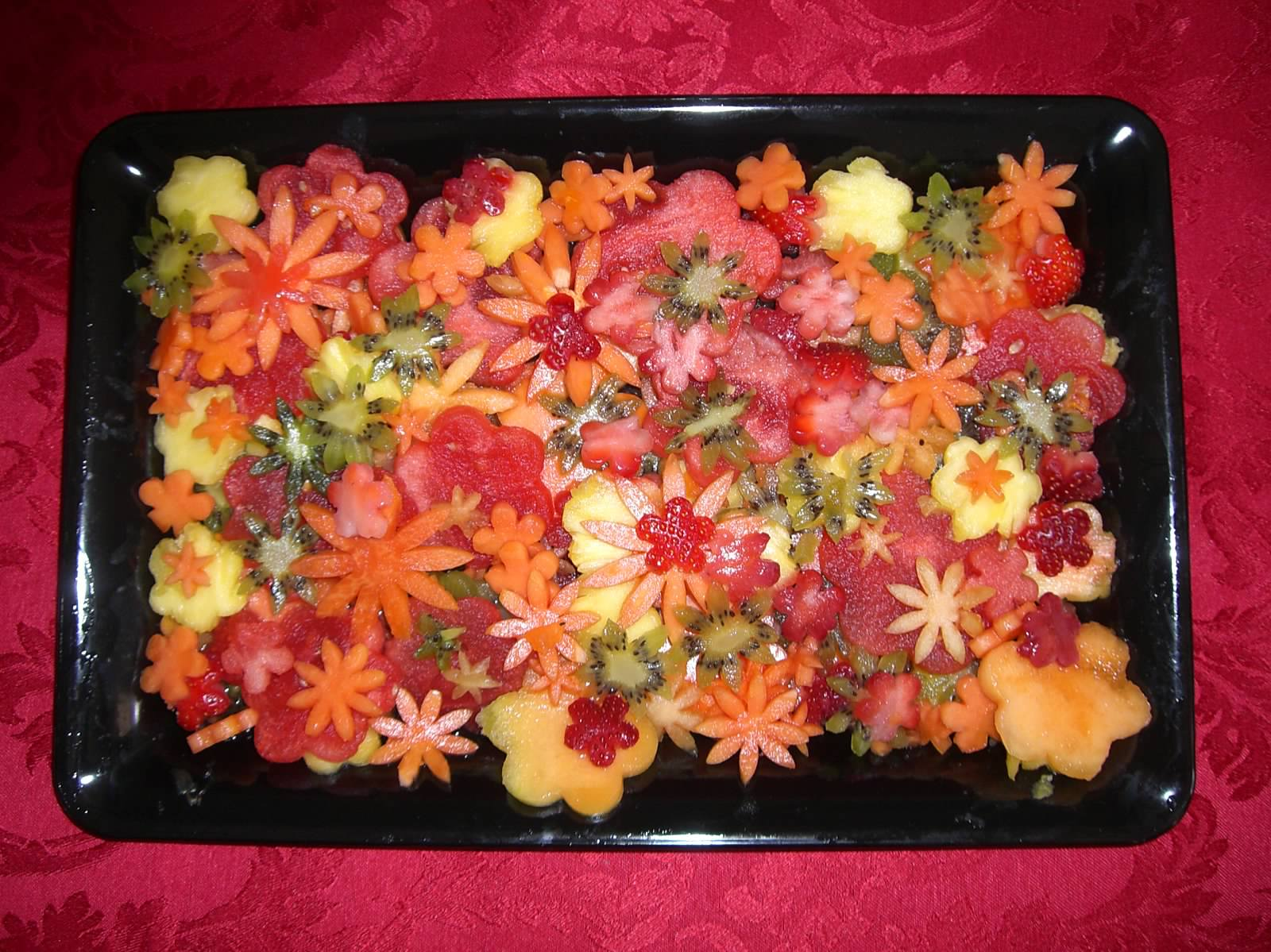
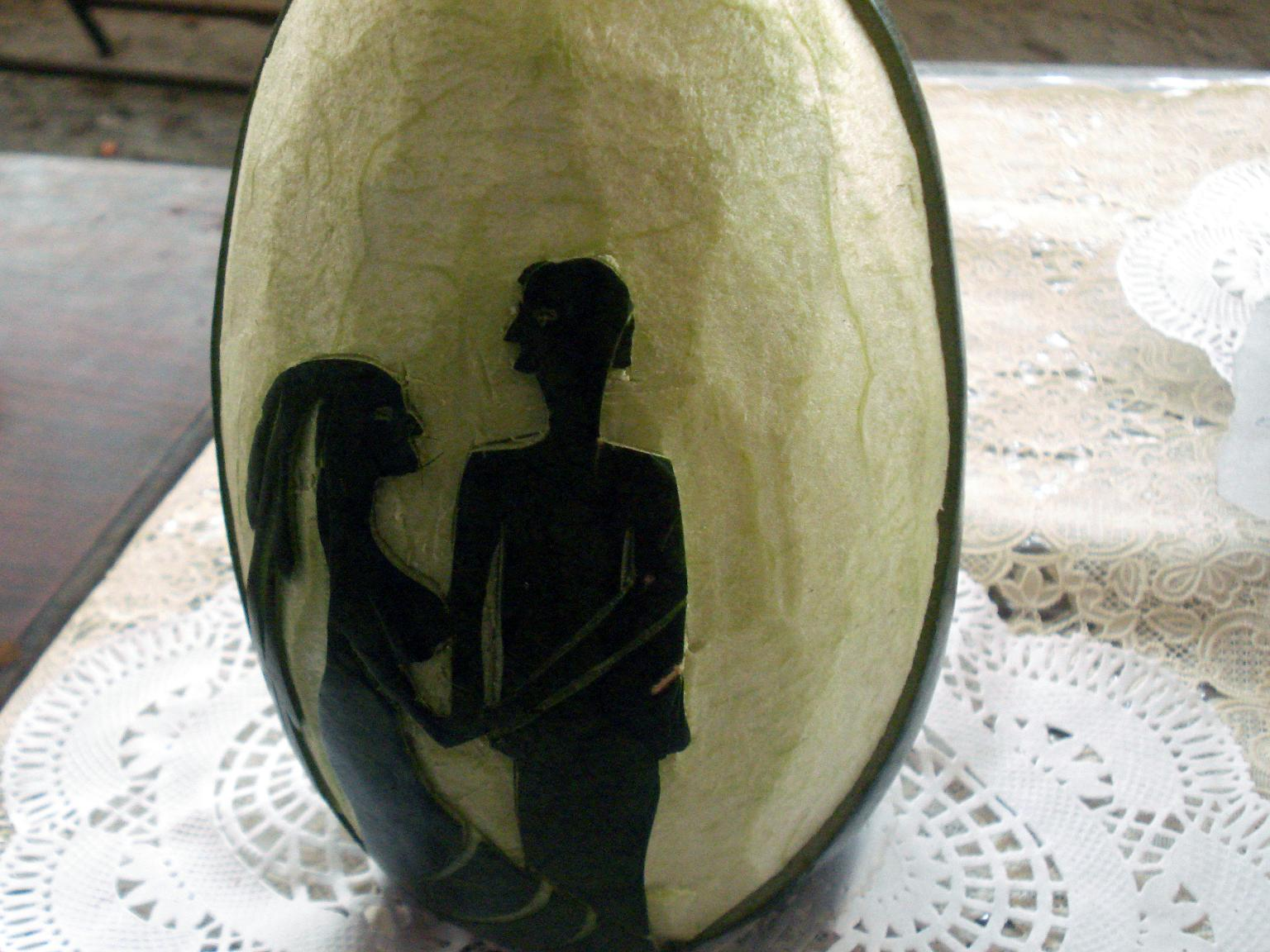